# Born Free
Pistes de Maya
It Iz What It Iz
(8) Meds and Feds
(10)
Born Free (littéralement « Né libre ») est une chanson produite en 2010 par M.I.A., tout d'abord en tant que single promotionnel de l'album Maya. Il contient un sample du morceau Ghostrider de Suicide.

## Pochette
La pochette du single représente une photo prise à partir d'un téléphone mobile d'abord obtenue et diffusée par la chaine Channel 4 News au Royaume-Uni le 25 août 2009, qui montre l'exécution extrajudiciaire d'hommes tamouls par des soldats sri-lankais, au-dessous se trouve une image représentant un message d'erreur YouTube personnalisé ,. M.I.A. tweete un lien d'un article de Channel 4 News le 3 septembre 2009, recouvrant la réponse initiale des Nations unies aux séquences de diffusion. Ces images apparaîtront plus tard dans le documentaire Sri Lanka's Killing Fields en 2011, exposant les crimes de guerre commis au Sri Lanka en 2009.

## Clip
Le clip de Born Free est sorti le 28 avril 2010. La vidéo, qui dépeint un génocide envers les gens roux, a été tournée en Californie et réalisée par Romain Gavras comme un court-métrage de neuf minutes sans la connaissance préalable des maisons de disques de M.I.A. Plusieurs incidents liés à l'assassinat extra-judiciaire des hommes tamouls par l'armée srilankaise filmés sur des téléphones mobiles au Sri Lanka, dont certains avaient été diffusés par organes de presse à travers le monde, ont inspiré le traitement cinématographique de M.I.A. pour ce court-métrage. On peut y voir une affiche disant Our Day Will Come, annonçant le long-métrage Notre jour viendra du même réalisateur sorti quelques mois plus tard. La vidéo représente plusieurs formes de violences telles que la force militaire, la violence d'une manière générale et la brutalité, qui ont rencontré un accueil critique assez positif, mais beaucoup de controverses dans le monde entier, comme un bannissement pur et simple du clip sur YouTube aux États-Unis et au Royaume-Uni et certaines critiques saluant sa représentation de l'oppression et des troubles politiques et d'autres critiquant le contenu explicite de la vidéo. La façon dont le film a été tourné et les thèmes qu'il recouvre ont été comparés à des travaux antérieurs de l'artiste et à des films d'autres scénaristes-réalisateurs tels que Démineurs et Punishment Park. Le clip a  obtenu une nomination dans la catégorie « Meilleur Clip Dance » aux UK Music Video Awards 2010.

## Classement hebdomadaire
| Classement (2010)              | Meilleure position |
| ------------------------------ | ------------------ |
| Suède (Sverigetopplistan)      | 58                 |
| Royaume-Uni (UK Singles Chart) | 156                |
| Royaume-Uni (UK Indie Chart)   | 13                 |